# Let Itavia 870
 Let Itavia 870  byl pravidelný vnitrostátní spoj z Boloně do Palerma, který se 27. června 1980 zřítil do moře mezi ostrovy Ustica a Ponza. Na místě zahynulo všech 81 osob na palubě. V italských médiích je neštěstí označováno strage di Ustica (ustický masakr či krveprolití). Okolnosti pádu letounu DC-9 zůstávají nevyjasněny.

## Rekonstrukce neštěstí
Ve 20:08 roloval stroj přímého letu z Boloně do Palerma IH870 na dráze Mezinárodního letiště Guglielma Marconiho s dvouhodinovým zpožděním a o padesát minut později se hlásil kontrole v Římě. Ve 21:04 byl volán věží v Palermu pro přiblížení, piloti neodpovídali a to ani na volání z Říma, ani z vojenského radaru Marsala, ani kontrolní věže v Palermu a ani letu KM153 Air Malta. Bez ohlášení uplynul čas přistání 21:13. Ve 21:25 vyhlásila letecká pohotovost pátrání po letadle, odstartovaly helikoptéry, stíhačky a lodě, ale v noci nic nenašly. První trosky a mrtví byli spatřeni za rozbřesku, poblíž ostrova Ustica, kde Tyrhénské moře dosahuje hloubky až 3 km.

## Mrtví
Zahynulo 77 cestujících, z toho 13 dětí, a 4 členové posádky. Nalezeno bylo jen 38 těl. Jejich zranění naznačovala, že v letadle došlo před pádem do vody k protržení trupu a lidé nedostatkem kyslíku upadli do bezvědomí. Smrt však způsobil až náraz do vodní hladiny.

## Černá skříňka a radiová komunikace
Cockpit Voice Recorder skončí v jednu chvíli z ničeho nic nahrávání.
Poslední záznam CVR:
"Allora siamo a discorsi da fare... [...] Va bene i capelli sono bianchi... È logico... Eh, lunedì intendevamo trovarci ben poche volte, se no... Sporca eh! Allora sentite questa... Gua..." 

Posledním zachyceným slovem je „Gua...“, pravděpodobně začátek „Guarda!“, tedy „Podívej!“. Kapitán zřejmě před selháním přístroje spatřil něco velmi zvláštního. Není jisté, jestli i po vypnutí CVR probíhala další komunikace, jestli let dále probíhal, nebo šel letoun rovnou k zemi.

## Možné příčiny
- letoun byl zasažen střelou
- srážka nebo hrozba srážky s jiným letounem
- bomba na palubě
- porucha letadla nebo pilotní chyba

## Vyšetřování
Vyšetřování vedlo italské ministerstvo dopravy. Komise určená ministerstvem a prokuraturou nebyla schopna splnit své úkoly. Vyšetřování bylo roku 1982 svěřenou do rukou jediné osoby, soudce Bucarelliho. V tomto období se došlo k závěru, že nehodu mohla způsobit střela i bomba.

## Rekonstrukce vraku

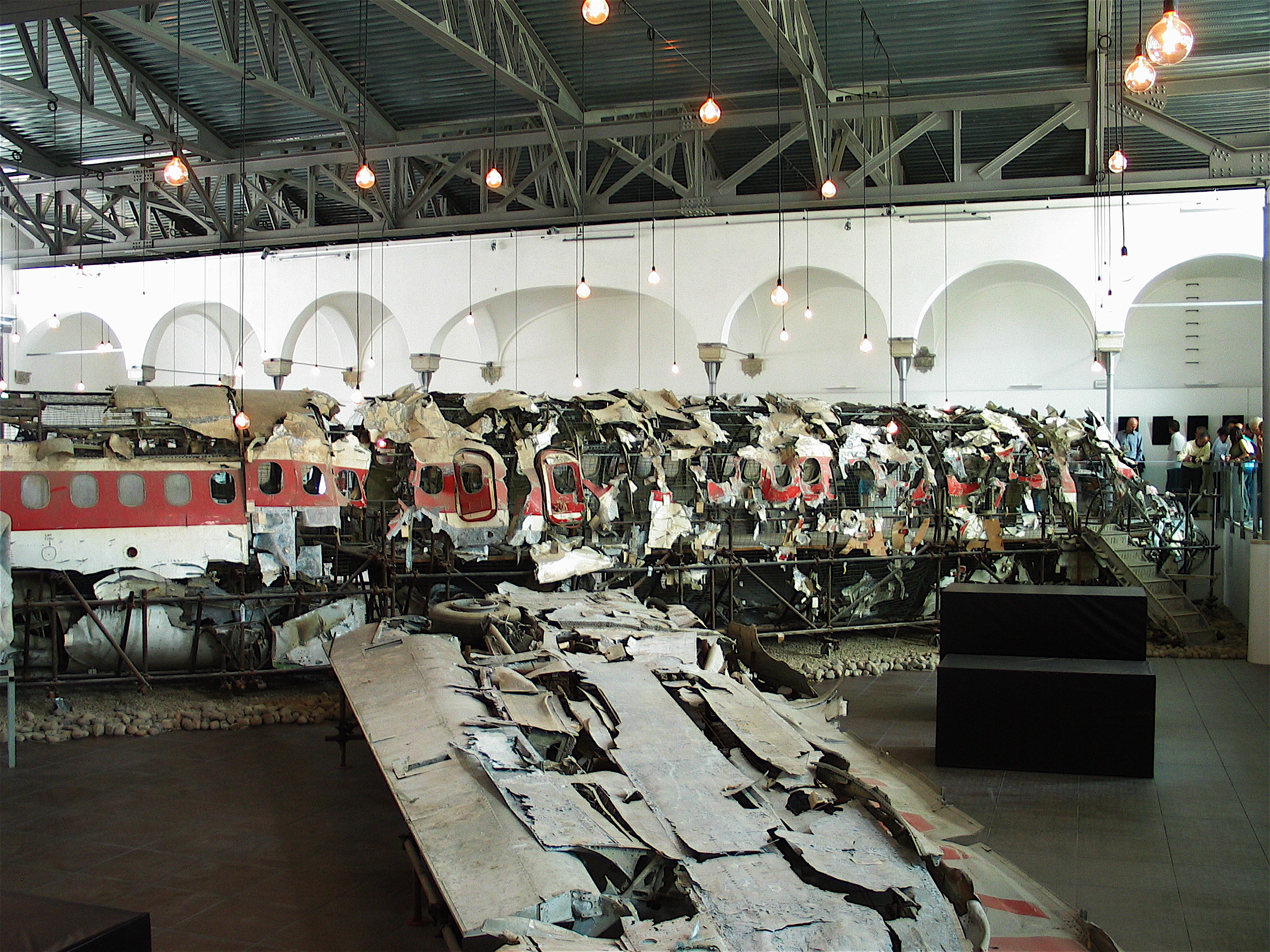
Rekonstruovaný letoun

Roku 1987 rozhodl ministr Giuliano Amato o rekonstrukci DC-9. Vrak z hloubky 3 700 m vylovila francouzská společnost Ifremer. Do roku 1991 bylo 96 % trosek vyloveno a sestaveno v hangáru, odkud bylo roku 2006 přemístěno do Boloni do muzea neštěstí.

## Další vyšetřování
V dalších fázích se vyšetřování zaměřilo na svědky nehody z řad vojenského letectva.

### Záznamy radaru Marsala
Hned na začátku bylo zjištěno, že záznamy radaru z osudného dne „jsou roztrhány“. Později se zjistilo, že nejde o záznamy 27., ale 25. června. Záznamy z večera 27. byly naopak nalezeny s vystřiženými částmi. Seržant velící té noci na radaru k tomu podal jen toto vysvětlení: „Nevím, co vám mám říct.“
Roku 1991 nahrál novinář Corrado Augias anonymní telefonát, který uvedl, že oné noci sloužil na základně a že viděl i záznam radaru z té noci. Den po nehodě byl prý nadřízeným důstojníkem požádán, aby se staral o své věci a byl zticha. O rok později vyšel článek Nina Tilotta, kde je uvedeno, že anonym byl ve skutečnosti ve službě na SHAPE v Bruselu a Marsalu si přimyslel, aby nebyl prozrazen. S výpovědí prý přišel po letech, až když se stal důchodcem a nemusel nadále držet vojenské tajemství.

### Jiná letadla
Oblast jižní Tyrhénského moře je využívána NATO jako cvičná zóna. V té době také docházelo k průnikům libyjského letectva, které přepravovalo letadla MiG a Suchoj mezi Libyí a Jugoslávií. Libyjští piloti byli schopni se vyhýbat italským civilním radarům i radarům NATO, a není proto důkaz pro ani proti případnému přičinění libyjských sil na pádu letadla.
Dalším faktem je, že v onen den na místě cvičily americké i italské vzdušné a námořní síly. Jeden italský stíhač F-104 s Mariem Naldinim a Ivem Nutarellim letěl v trajektorii blízké DC-9, a co je podivnější, nahlásil stav nouze základně v Grossetu, ačkoli později přistál bez problémů ve Veroně. NATO ani italské letectvo nikdy nevyjasnily, proč byl stav nouze vyhlášen.
Kromě toho také ten den poblíž Korsiky cvičila francouzská armáda a do Egypta směřovaly britské bombardéry. V srpnu byly na Sicílii vyplaveny krom jiných trosek i bezpečnostní pásy a pilotní helma amerického námořnictva. Nikdy nebylo prokázán podíl kterékoliv vojenské složky na nehodě.

### Cossigova teorie
Italský premiér mezi lety 1985 a 1992 Francesco Cossiga přišel s teorií, že letadlo sestřelila francouzská armáda v domnění, že na palubě je libyjský vůdce Muammar Kaddáfí.

## Závěry vyšetřování
Závěrečná zpráva vydaná 31. srpna 1999 nepřinesla jména viníků, zato obvinila italské letectvo a NATO ze zatajování a mlžení.
Závěr zprávy zní:
"L'incidente al DC9 è occorso a seguito di azione militare di intercettamento, il DC9 è stato abbattuto, è stata spezzata la vita a 81 cittadini innocenti con un'azione, che è stata propriamente atto di guerra, guerra di fatto e non dichiarata, operazione di polizia internazionale coperta contro il nostro Paese, di cui sono stati violati i confini e i diritti."
"Nehoda DC-9 se udála následkem vojenských akcí, DC-9 byl zničen, 81 nevinných občanů zahynulo při akci, která je pravděpodobně projevem války, skutečné a nevyhlášené války, mezinárodní policie zatajovala skutečnosti před naší zemí, čímž překročila všechny meze a práva,"
Pravděpodobné příčiny zůstaly stejné. Výbuch ať už z vnitřku či vnějšku letounu, nebo skoro srážka s jiným letadlem. Z nehody nebyl nikdo obviněn nebo za ni souzen, vyjma několika vojenských důstojníků, kteří ale byli souzeni za jednání těsně po katastrofě. 24 let po nehodě byly vyneseny rozsudky nad dvěma vládními úředníky a dvěma generály, kterým však byl čin již promlčen.

## Opožděný rozsudek
Po 33 letech od nehody, 28. 1. 2013, stanovil ve svém rozsudku italský nejvyšší kasační soud, že pravděpodobnou příčinou nehody je sestřelení italským, francouzským nebo americkým stíhačem, kteří sledovali libyjský vojenský letoun. Je to prvý pravomocný rozsudek v této kauze a pozůstalým po obětech neštěstí tím vznikl nárok na odškodnění od italského státu, neboť tento řádně nezajistil ochranu svého vzdušného prostoru.